# 科尼亚尔
科尼亚尔，是匈牙利豪伊杜-比豪尔州所辖的一个村。总面积41.70平方公里，总人口2055，人口密度49.3人/平方公里（2011年1月1日）。